# تخصیص (هنر)

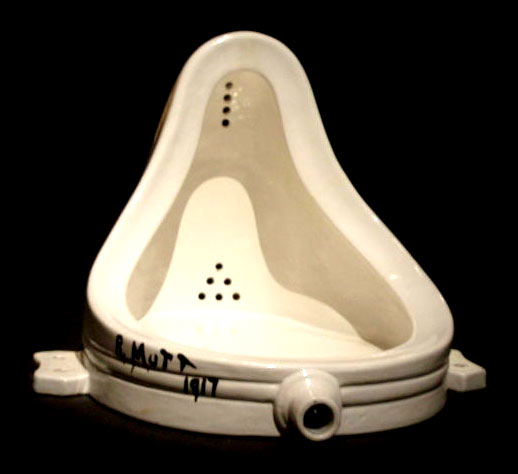
سومین ماکت فواره اثر مارسل دوشان، 1964، گالری شوارتز

تخصیص یا از آن خودسازی هنری (به انگلیسی: appropriation) هنر امانت گرفتن تصاویر از پیش موجود مویو آفریدن اثری جدید است و آن را تلاش هنرمندان در استفاده از تصاویر و اشیا با اندکی دستکاری می‌گویند. استفاده از این اصطلاح در گفتمان هنری جایگاه تازه‌ای ندارد و اوج استفاده از این واژه به اواخر دهه هفتاد تا هشتاد میلادی برمی‌گردد که در ارتباط همسانی با اصطلاح مستمر و پرکاربرد پست مدرن قرار می‌گیرد و گاه تحت عنوان «از آن خودسازی پست‌ مدرن» نیز استفاده می‌شود.
با اینکه از آن خودسازی هنری به نوعی مبنایش کپی یا جعل از آثار معروف است، در هنر پست مدرن به عنوان یک جنبش هنری تلقی می‌شود. اولین بار مارسل دوشان در مکتب دادائیسم بود که برای نقاشی مونالیزا سبیلی گذاشت و آن را در معرض نمایش قرارداد. در دهه هشتاد میلادی تخصیص هنری در عکاسی به اوج توجه و شکوفایی رسید. سیندی شرمن یکی از هنرمندان شاخصی بود که از دهه ۸۰ به بعد این جنبش را در عکاسی به اوج خود رساند.